# Ротмістров Григорій Григорович
Григо́рій Григо́рович Ро́тмістров (1864—1940)— український статистик і громадський діяч на Полтавщині (зокрема діяч ТУП). Брат Володимира Ротмістрова.
Був завідувачем Статистичного бюро Полтавського губернського земства. Автор статистичних праць у видавництві губернського земства (огляди сільського господарствава Полтавщини), у газеті «Рідний Край» (1906) тощо.
Був старшиною Українського клубу в Полтаві (1913—1918).